# Крупенський Матвій Єгорович

Герб Крупенських

Крупе́нський Матві́й Єго́рович (нар. 1775, Кишинів — пом. 1855, Ломачинці) — голова дивану Молдавського князівства (з 1808), надвірний радник (з 1812), бессарабський віце-губернатор (з 1818), статський радник (з 1822).